# Parc Nacional Costa dels Esquelets

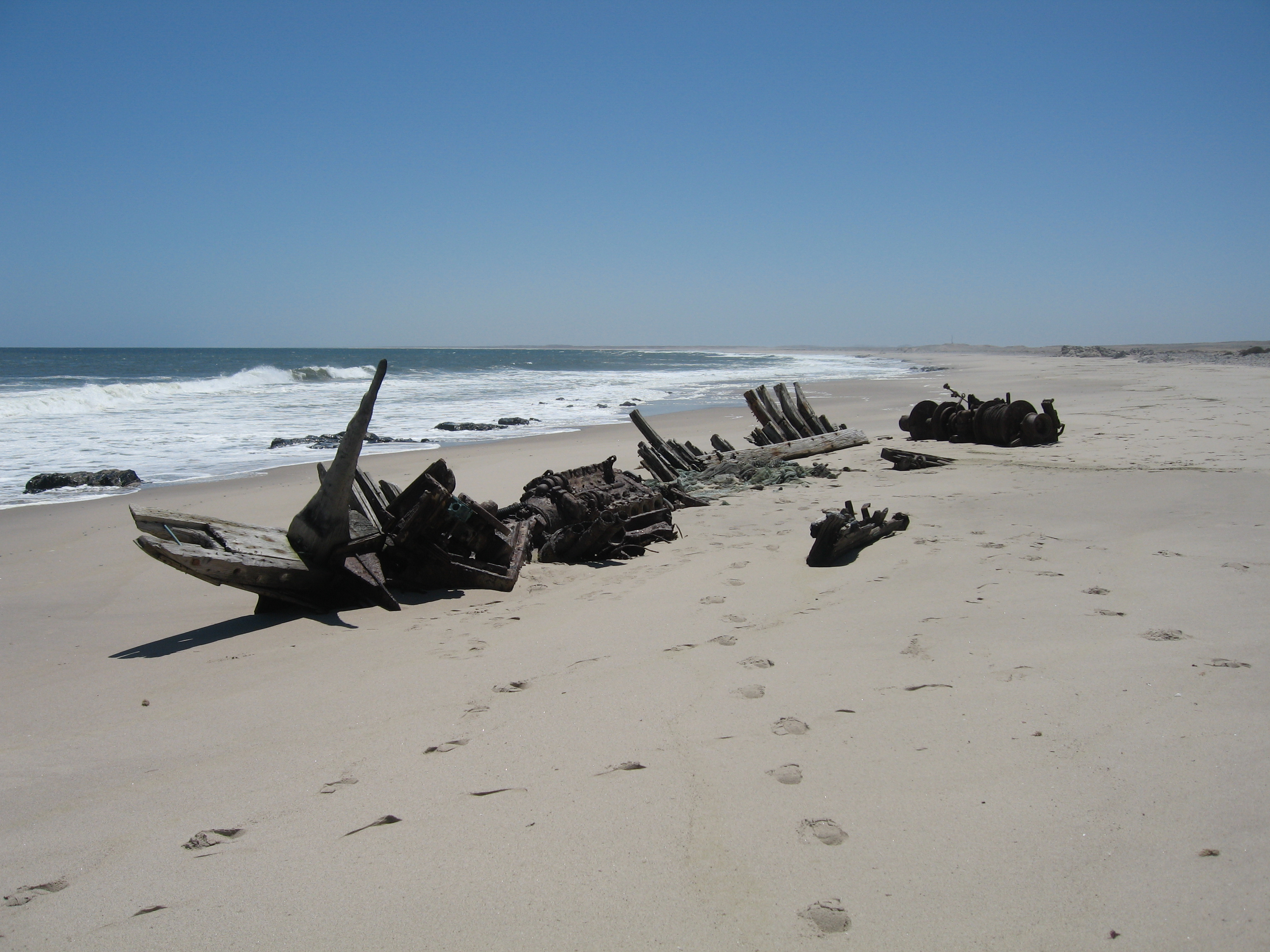
Naufragi del Southwest Seal de l'any 1976 al Parc Nacional Costa dels Esquelets

El Parc Nacional Costa dels Esquelets és un espai protegit al nord-oest de Namíbia, i conté platges prou inaccessibles, esquitxades amb restes de naufragis. El parc es va obrir al 1971 i té una grandària de 16.845 quilòmetres quadrats. Es divideix en part nord i sud, la part sud és oberta a les persones amb vehicles de 4 rodes, se'ls permet anar al nord fins a la Porta del riu Ugab. La secció nord només és accessible per a safaris. L'arena solta és un parany mortal fins i tot per a vehicles de 4 rodes.